# Paraconger caudilimbatus
Paraconger caudilimbatus és una espècie de peix pertanyent a la família dels còngrids.

## Descripció
- Pot arribar a fer 51 cm de llargària màxima (normalment, en fa 35).[3][4][5]

## Hàbitat
És un peix marí, associat als esculls i de clima subtropical que viu normalment entre 35 i 75 m de fondària.

## Distribució geogràfica
Es troba a l'Atlàntic occidental: Carolina del Nord, Florida, les Bahames, el golf de Mèxic, Cuba, Veneçuela i, probablement també, Colòmbia.

## Observacions
És inofensiu per als humans.